# British Engineerium
Le British Engineerium est un musée consacré à l'ingénierie et à la machine à vapeur, localisé à Hove (Sussex de l'Est). Il prend place dans la station de pompage de Goldstone, un ensemble de constructions de style néogothique victorien dont l'édification débute en 1866. La station de pompage de Goldstone assure l'alimentation en eau de la région pendant plus d'un siècle avant sa transformation en musée. Le site est fermé au public depuis 2006 et l'intégralité du complexe est mise en vente en mars 2018.

## Histoire
Brighton et Hove, villes contiguës du littoral de la Manche entre les South Downs et la mer, reposent sur une importante nappe phréatique crayeuse. Cette réserve naturelle assure un approvisionnement constant en eau pure, initialement exploitée par de nombreux puits. Toutefois, la croissance démographique rapide de Brighton aux XVIIIe siècle et XIXe siècle, suivie par une expansion similaire à Hove, contraint les autorités locales à rechercher des sources supplémentaires et à améliorer le système d'approvisionnement. La contamination croissante des puits par les eaux usées des fosses septiques et la fermeture de certains d'entre eux en raison de leur pollution réduisent l'approvisionnement en eau des deux villes. La première compagnie locale de distribution d'eau, la Brighton, Hove and Preston Waterworks Company, est fondée par une loi du Parlement le 16 juin 1834. Elle établit une usine de traitement des eaux sur la route de Lewes et fournit de l'eau courante deux heures par jour à une clientèle aisée. Cette installation comprend deux machines à balancier de 20 chevaux-vapeur.

## Expositions
Le British Engineerium expose des centaines de pièces retraçant l'histoire de l'ingénierie et de la machine à vapeur. Nombre d'entre elles se trouvent dans le hall d'exposition, aménagé dans l'ancien dépôt de charbon. La pièce maîtresse du hall est une machine à vapeur Corliss, construite en France en 1859. L'inventeur américain George Henry Corliss brevète ce modèle en 1849 et prend la présidence de la Corliss Steam Engine Company. Le système de distribution qu'il conçoit améliore l'efficacité des moteurs alternatifs horizontaux de manière significative. L'exemplaire de l'Engineerium est assemblé en 1859 par l'entreprise lilloise Crepelle & Grand. Présenté à l'Exposition Universelle de Paris en 1889, il y obtient le premier prix. Il est ensuite utilisé pendant plus de cinquante ans à l'Hôpital Émile-Roux de Limeil-Brévannes. Acquis par Jonathan Minns, il est démonté, transporté à l'Engineerium et remonté en 1975. La machine développe une puissance de 91 chevaux-vapeur ; son volant d'inertie de 4 mètres de diamètre et de 4 tonnes effectue 80 rotations par minute ; et l'ensemble pèse 16 tonnes longues (16,3 tonnes).